# Wladislaus van Auschwitz
Wladislaus I van Auschwitz  (ca. 1275/1280 - ca. 1321/1324) was een zoon van Mieszko I van Teschen en Euphemia van Polen. In 1314/1315 werd hij hertog van Auschwitz in opvolging van zijn vader. Wladislaus was gehuwd met Euphrosina (-1327), dochter van Boleslaw II van Mazovië, en werd de vader van:
- Jan I (-1372)
- Anna, gehuwd met Thomas de Széchényi .